# Dublet (archiwistyka)
Dublet – w archiwistyce drugi egzemplarz dokumentu archiwalnego, identyczny w zakresie treści i formy. Dublety mogą być brakowane (usuwane) z archiwum, a następnie niszczone lub przekazywane do innych archiwów. W trakcie digitalizacji dublety można pomijać.